# Silnice III/00354
Silnice III/00354 je silnice III. třídy, která vede z Českých Budějovic do vsi Opalice. Její číslo je odvozené od silnice I/3, kterou křižuje. Je dlouhá 12 km a spadá celá do okresu České Budějovice.

## Vedení silnice

### Jihočeský kraj, okres České Budějovice
- České Budějovice (ulicí Lidická od křiž. II/156 – ul. Mánesova)
- Včelná (křiž. II/143 a III/14325)
- Kamenný Újezd (podjezd a křiž. silnice I/3)
- Opalice